# Якопо де Барбарі

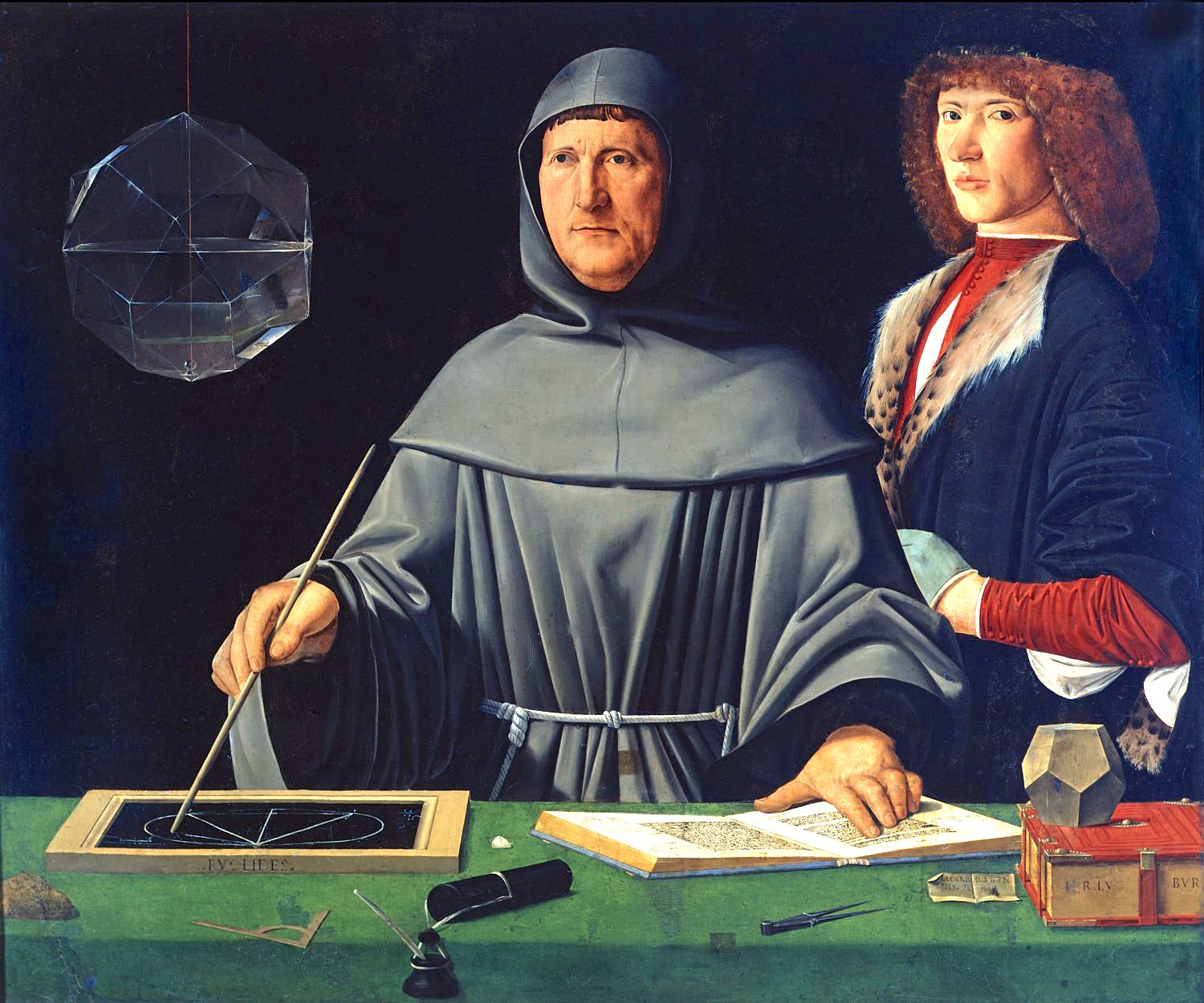
«Портрет Луки Пачолі», 1495, Музей Каподімонте, Неаполь

Я́копо де Барба́рі (італ. Jacopo de' Barbari; бл. 1445, Венеція—бл. 1516, Брюссель?) — італійський живописець.

## Біографія
Народився у Венеції. Про венеціанський період життя Барбарі практично нічого невідомо: з різних причин дата його народження варіюється між 1440 і 1470 роками. Відомо, що в 1495 році художник познайомився з Альбрехтом Дюрером під час його першої поїздки до Венеції. Ймовірно, за сприяння останнього Барбарі в 1500 році був запрошений до Німеччини до двору імператора Максиміліана I.
Художник працював у багатьох містах Німеччини: Нюрнбергзі, Віттенберзі, Веймарі і Франкфурті-на-Одері, використовуючи псевдонім Якоб Волш. Багато зі своїх картин художник підписував «Майстер Якоб» (як його нерідко називав Дюрер).
З 1503 по 1504 рік Барбарі працював при дворі Фрідріха III Мудрого. В 1510 році художник був запрошений як живописець до двору намісниці Нідерландів Маргарити Австрійської. Рік потому патронеса призначила художнику щедру пенсію.
Головним чином Барбарі писав картини на релігійні і міфологічні сюжети, а також портрети, серед яких виділяються «Портрет Луки Пачолі» (1495), а також написаний на стику жанрів «Портрет Христа» (1503). Барбарі також писав натюрморти, у багато чому визначивши для наступних поколінь естетику цього жанру.
Художник помер у Брюсселі між 1511 і 1516 роком. Самобутній майстер, він приніс ренесансну традицію у живопис Німеччини.